# Natação no Campeonato Mundial de Esportes Aquáticos de 2022 - 1500 m livre feminino
A prova dos 1500 metros livre feminino da natação no Campeonato Mundial de Esportes Aquáticos de 2022 ocorreu nos dias 19 e 20 de junho, em Budapeste, na Hungria.

## Recordes
Antes desta competição, os recordes mundiais e do campeonato nesta prova eram os seguintes:
| Tipo                  | Atleta        | Tempo      | Local        | Data                |
| --------------------- | ------------- | ---------- | ------------ | ------------------- |
|                       | Katie Ledecky | 15m 20s 48 | Indianápolis | 16 de maio de 2018  |
| Recorde do campeonato | Katie Ledecky | 15m 25s 48 | Cazã         | 4 de agosto de 2015 |

## Medalhistas
| Ouro                | Prata              | Bronze               |
| Katie Ledecky (USA) | Katie Grimes (USA) | Lani Pallister (AUS) |

## Cronograma
Todos os horários são locais (UTC+2). 
| Data        | Hora  | Evento        |
| ----------- | ----- | ------------- |
| 19 de junho | 10:17 | Eliminatórias |
| 20 de junho | 18:11 | Final         |

## Resultados

### Eliminatórias
Esses foram os resultados das eliminatórias. A prova foi realizada no dia 23 de junho com início às 10:31.
| Pos. | Bateria | Raia | Nadadora                     | Nacionalidade  | Tempo    | Notas            |
| ---- | ------- | ---- | ---------------------------- | -------------- | -------- | ---------------- |
| 1    | 3       | 4    | Katie Ledecky                | Estados Unidos | 15:47.02 | Q                |
| 2    | 2       | 4    | Simona Quadarella            | Itália         | 15:56.19 | Q                |
| 3    | 3       | 5    | Katie Grimes                 | Estados Unidos | 15:57.05 | Q                |
| 4    | 2       | 5    | Lani Pallister               | Austrália      | 15:57.61 | Q                |
| 5    | 2       | 3    | Moesha Johnson               | Austrália      | 15:57.77 | Q                |
| 6    | 2       | 8    | Beatriz Dizotti              | Brasil         | 16:08.35 | Q,               |
| 7    | 3       | 7    | Viviane Jungblut             | Brasil         | 16:09.27 | Q                |
| 8    | 2       | 6    | Kristel Köbrich              | Chile          | 16:13.52 | Q                |
| 9    | 3       | 3    | Li Bingjie                   | China          | 16:13.92 |                  |
| 10   | 3       | 2    | Miyu Namba                   | Japão          | 16:20.45 |                  |
| 11   | 2       | 0    | Diana Durães                 | Portugal       | 16:25.23 |                  |
| 12   | 3       | 6    | Viktória Mihályvári-Farkas   | Hungria        | 16:26.41 |                  |
| 13   | 3       | 9    | Caitlin Deans                | Nova Zelândia  | 16:30.47 |                  |
| 14   | 1       | 4    | Gan Ching Hwee               | Singapura      | 16:32.43 | Recorde nacional |
| 15   | 3       | 8    | Ángela Martínez              | Espanha        | 16:38.39 |                  |
| 16   | 2       | 2    | Zhang Ke                     | China          | 16:42.92 |                  |
| 17   | 2       | 1    | Abby Dunford                 | Canadá         | 16:46.01 |                  |
| 18   | 2       | 9    | Han Da-kyung                 | Coreia do Sul  | 16:47.45 |                  |
| 19   | 3       | 0    | Katrina Bellio               | Canadá         | 16:54.55 |                  |
| 20   | 2       | 7    | Paula Otero                  | Espanha        | 16:57.76 |                  |
| 21   | 1       | 5    | Stephanie Houtman            | África do Sul  | 17:08.12 |                  |
| 22   | 1       | 3    | Võ Thị Mỹ Thiện              | Vietname       | 17:14.54 |                  |
| 23   | 1       | 7    | Nip Tsz Yin                  | Hong Kong      | 17:15.64 |                  |
| 24   | 1       | 6    | Yarinda Sunthornrangsri      | Tailândia      | 17:26.95 |                  |
| 25   | 1       | 2    | Goh Chia Tong                | Malásia        | 17:33.03 |                  |
| 26   | 1       | 1    | Vár Erlingsdóttir Eidesgaard | Ilhas Feroé    | 17:36.49 |                  |
| 27   | 3       | 1    | Marlene Kahler               | Áustria        |          | DNS              |

### Final
A final foi realizada em 20 de junho às 18:11.
| Pos.              | Raia | Nadadora          | Nacionalidade  | Tempo    | Notas            |
| ----------------- | ---- | ----------------- | -------------- | -------- | ---------------- |
| Medalha de ouro   | 4    | Katie Ledecky     | Estados Unidos | 15:30.15 |                  |
| Medalha de prata  | 3    | Katie Grimes      | Estados Unidos | 15:44.89 |                  |
| Medalha de bronze | 6    | Lani Pallister    | Austrália      | 15:48.96 |                  |
| 4                 | 2    | Moesha Johnson    | Austrália      | 15:55.75 |                  |
| 5                 | 5    | Simona Quadarella | Itália         | 16:03.84 |                  |
| 6                 | 7    | Beatriz Dizotti   | Brasil         | 16:05.25 | Recorde nacional |
| 7                 | 1    | Viviane Jungblut  | Brasil         | 16:13.89 |                  |
| 8                 | 8    | Kristel Köbrich   | Chile          | 16:20.24 |                  |

Legenda
| Recorde mundial       | Recorde mundial (World record)               |                       | Recorde africano                      | Recorde africano (African) |                                           | Q | Classificado por posição (Qualified) |
| Recorde do campeonato | Recorde do campeonato (Championship record)  | Recorde da América    | Recorde da América (Americas)         | q                          | Classificado por melhor tempo (Qualified) |   |                                      |
| Melhor marca do ano   | Melhor marca do ano (World leading)          | Recorde asiático      | Recorde asiático (Asian)              | DNS                        | Não largou (Did not start)                |   |                                      |
| Recorde nacional      | Recorde nacional (National record)           | Recorde europeu       | Recorde europeu (European)            | DNF                        | Não terminou (Did not finish)             |   |                                      |
| Recorde pessoal       | Recorde pessoal do atleta (Personal best)    | Recorde da Oceania    | Recorde da Oceania (Oceania)          | DSQ / DQ                   | Desclassificado (Disqualified)            |   |                                      |
| Recorde da temporada  | Recorde da temporada do atleta (Season best) | Recorde sul-americano | Recorde sul-americano (South America) | NM                         | Sem marca (No mark)                       |   |                                      |